# Feixi
Feixi (chinesisch 肥西县, Pinyin Féixī Xiàn) ist ein Kreis der bezirksfreien Stadt Hefei in der chinesischen Provinz Anhui. Er hat eine Fläche von 1.692 km² und zählt 780.000 Einwohner (Stand: Ende 2018). Sein Hauptort ist die  Großgemeinde Shangpai (上派镇). In der Großgemeinde Gaoliu liegt der internationale Flughafen Hefei-Xinqiao, seit Mai 2013 der neue Flughafen Hefeis.
Der ehemalige Wohnsitz Liu Mingchuans (Liu Mingchuan jiuju 刘铭传旧居) steht auf der Liste der Denkmäler der Volksrepublik China.